# Cintre (habillement)
Pour les articles homonymes, voir Cintre.

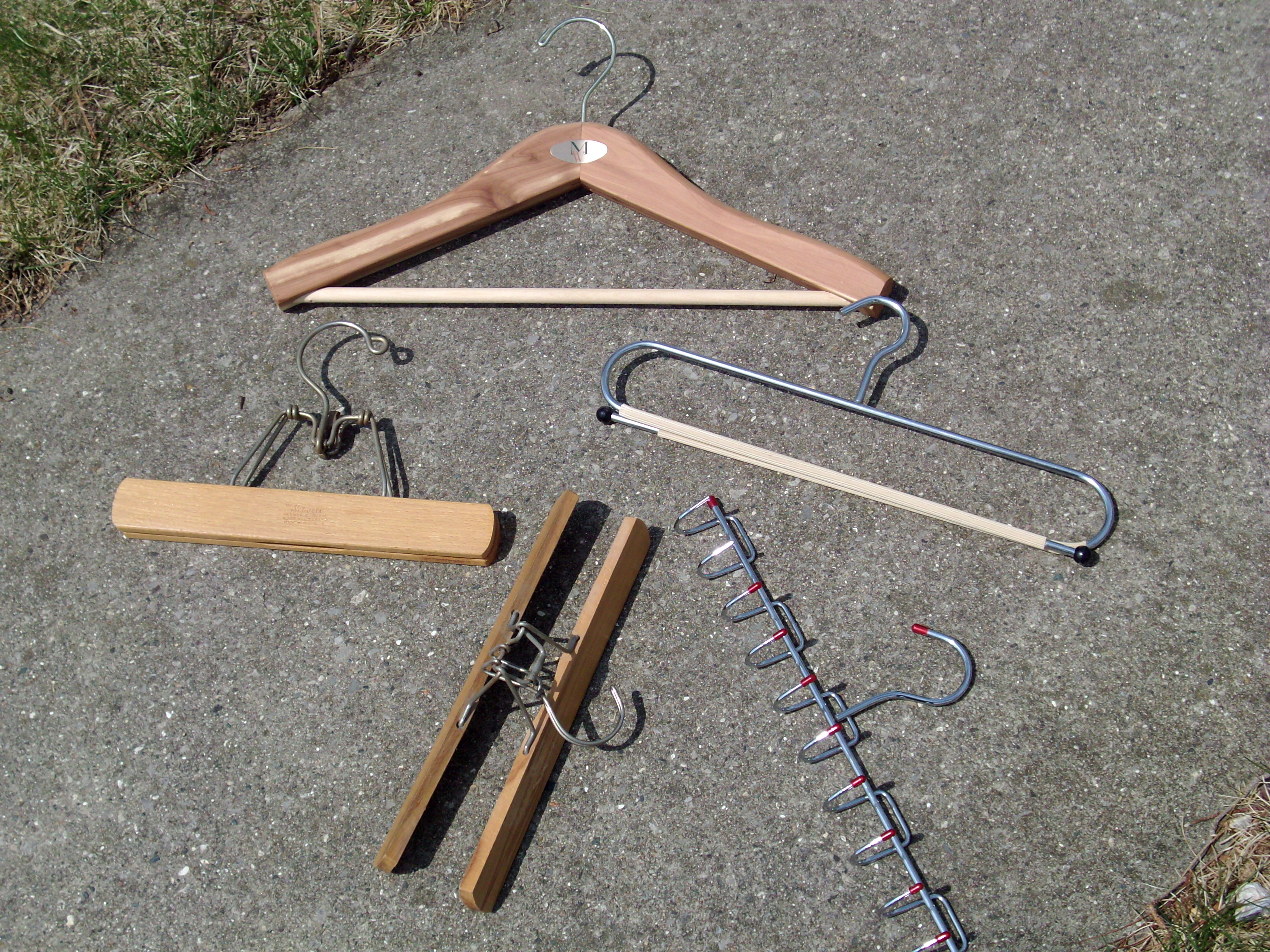
(en haut) Porte-vêtements à encolure galbée.
(à gauche) tendeur de pantalon.
(à droite) porte-habit articulé.

Un cintre est un type d'objet conçu pour pouvoir y suspendre un ou plusieurs vêtements afin d'éviter qu'ils ne se froissent. Portemanteau mobile, il est pourvu d'un crochet permettant de l'accrocher en hauteur, le plus souvent dans une penderie.

## Forme
Dans sa version la plus courante, le cintre reproduit la forme des épaules humaines, afin de pouvoir être glissé à l'intérieur du vêtement : il peut donc accueillir tout vêtement comportant des manches.
Il présente parfois des encoches ou de petits crochets sur les côtés, permettant d'y suspendre des vêtements à bretelles. Certains vêtements disposent d'ailleurs de bretelles spécifiquement prévues à cet effet, qui sont supposées être cachées à l'intérieur du vêtement lorsqu'il est porté.
Il est souvent muni d'une barre dans sa partie inférieure, placée de manière à former le troisième côté du triangle, et destinée aux vêtements ne comportant ni bretelles ni manche (pantalons ou jupes) : on peut soit les y déposer pliés par-dessus, soit les accrocher au moyen de pinces dont cette barre est parfois munie. Certains cintres ne sont d'ailleurs composés que de cette barre équipée de pinces, sans la partie supérieure en forme d'épaules. D'autre part, certains cintres sont équipés de plusieurs barres parallèles, les unes en dessous des autres, reliées à la partie supérieure par de petites planchettes de chaque côté.

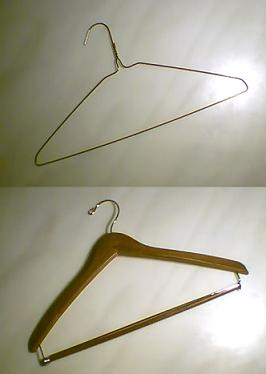
(en haut) Cintre en fil de fer. (en bas) Cintre en bois
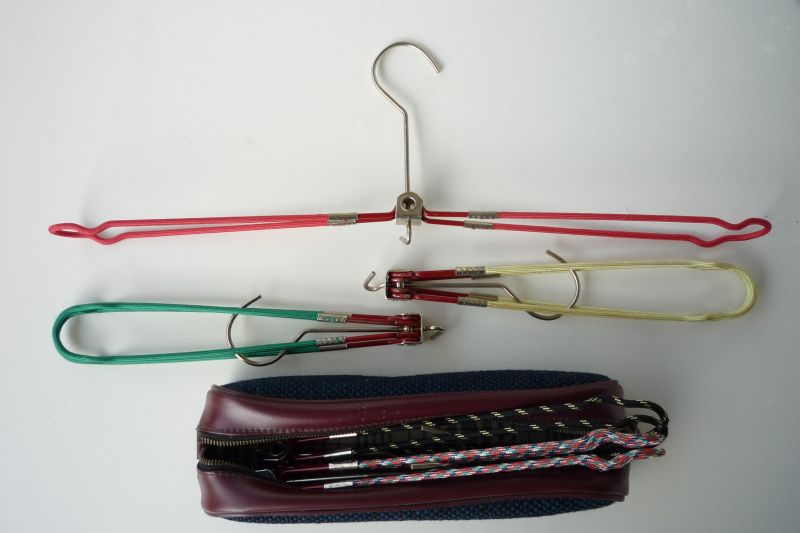
Cintre pliables avec étui, env. 1960
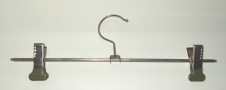
Un cintre muni de pinces
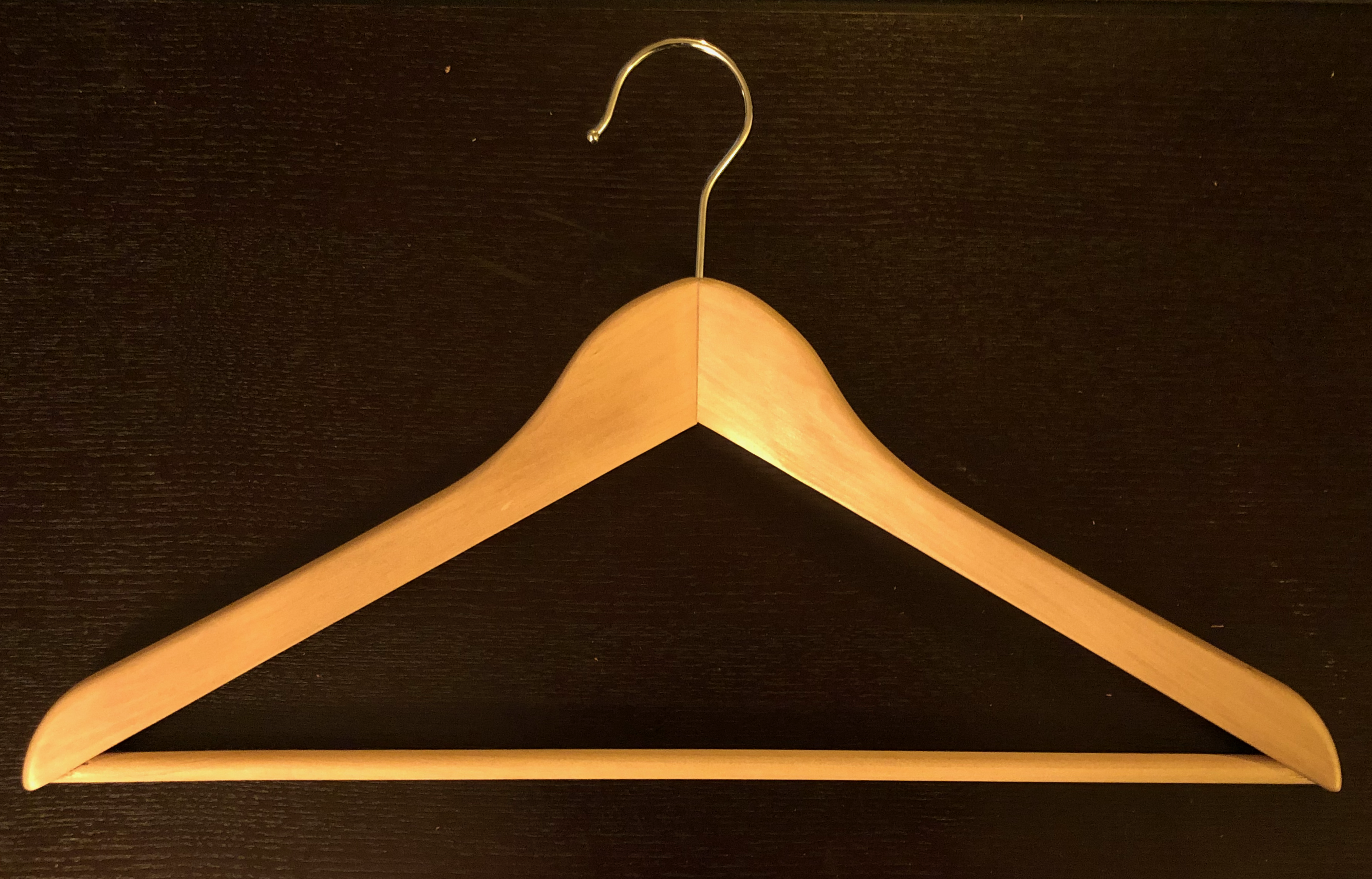
vue de face du cintre en bois.

## Matière
Il peut s'agir :
- d'un simple fil de fer courbé de manière à former un triangle, continuant à son sommet pour constituer le crochet : c'est un modèle bon marché, qui laisse des marques sur les vêtements ;
- d'une pièce de bois, découpée en forme de boomerang, au sommet de laquelle est inséré un crochet métallique : sa plus grande épaisseur et ses arêtes arrondies permettent d'éviter les marques.

Il peut également être fait de plastique, se rapprochant soit de la version filiforme, soit de la version plus sophistiquée en bois. Certains cintres sont aussi faits de caoutchouc, mais l'utilisation de cette matière reste rare.
Il est parfois rembourré et recouvert de tissu, notamment du satin, afin d'accueillir des vêtements précieux (lingerie, etc.) en les protégeant des marques qu'un cintre ordinaire peut laisser.
Des cintres pliables ont été mis au point, afin de pouvoir les insérer facilement dans un vêtement par le col sans l'élargir.

## Historique
Certains historiens[Lesquels ?] estimaient que c'était le président américain Thomas Jefferson qui avait inventé le cintre en bois[réf. nécessaire]. Albert J. Parkhouse, un employé de la Timberlake Wire and Novelty Company, fut également cité comme auteur de cette invention, imaginant de tordre un fil de fer en deux boucles et un crochet central pour y suspendre son manteau sur son lieu de travail, sa société en profitant pour déposer un brevet en 1904[réf. nécessaire]. En fait, le premier exemplaire de cintre remonte au XVIe siècle. Volumineux et très arrondi au niveau des épaules, il est alors sans douté réservé aux vêtements militaires et ecclésiastiques.
Il aurait également été inspiré par la patère, qui a été inventée en 1869 par O. A. North, originaire de New Britain dans le Connecticut[réf. nécessaire].
En 1932, Schuyler C. Hulett a breveté un design amélioré, avec des tubes en carton pour éviter les marques, et Elmer D. Rogers a ajouté en 1935 un tube sur la barre inférieure[réf. nécessaire].
Il se démocratise au XVIIIe siècle avec l'apparition de l'armoire et surtout au XIXe siècle lorsque les ateliers de confection se multiplient, aidant ainsi les villégiateurs en train à se passer des coffres trop encombrants.

## Apparitions notables
Un cintre en fil de fer est l'objet d'une scène centrale dans le film américain de 1981 Maman très chère, au cours de laquelle Faye Dunaway, qui interprète le rôle de Joan Crawford, entre à la nuit tombée dans la chambre de sa fille endormie, Christina, pour admirer ses vêtements suspendus dans son armoire.
C'est alors qu'elle est gagnée par la colère en découvrant que Christina a une fois de plus utilisé un cintre bon marché en fil de fer, au lieu d'un cintre de meilleure qualité, comme elle le lui a appris. Elle la réveille alors pour la réprimander, en criant constamment « no wire hangers, ever! » (« plus de cintre en fil de fer, jamais ! »).
Cette réplique est depuis entrée dans la culture populaire, et la phrase est maintenant rattachée en anglais aux personnes exigeantes, qui veulent avoir le contrôle sur tout.

## Utilisations non prévues
Les cintres en fil de fer étant bon marché, ils sont souvent utilisés dans d'autres buts que ceux pour lesquels ils sont prévus, notamment dans le domaine des loisirs créatifs, des do it yourself ou des réparations, chaque fois qu'un fil semi-rigide se révèle nécessaire, ou que le besoin de suspendre ou de maintenir quelque chose se fait ressentir. Leur propriété conductrice peut aussi être mise à profit, par exemple pour fabriquer un trémomètre. Cette propriété conductrice permet également d'améliorer la réception d'ondes radio. Un cintre peut donc servir, entre autres, d'antenne de télévision.
Ils sont également employés pour entrer par effraction dans un véhicule, en forçant la serrure d'une portière ; cet usage tend toutefois à disparaître, car les constructeurs automobiles perfectionnent leurs systèmes de fermeture, et cette méthode s'avère généralement inefficace sur les modèles récents.
Enfin, des cintres seraient ou auraient été utilisés, dépliés, comme outil pour pratiquer des avortements clandestins, parfois par les femmes enceintes sur elles-mêmes, dans les pays où cet acte est illégal, ou lorsque le délai légalement autorisé est dépassé. L'actrice Whoopi Goldberg en aurait ainsi brandi un en guise de symbole dans une manifestation pro-choix qui s'est tenue à Washington en 2004.

## Variante
Il existe une variante du cintre appelée Valet de nuit, qui est en fait l'équivalent d'un cintre muni de pieds, que l'on peut poser sur le sol, et qui ne nécessite donc pas d'être suspendu. Son usage le plus courant est d'y déposer, le soir avant de dormir, les vêtements que l'on a prévu de porter le lendemain.
Il existe des valets de nuit électriques, qui permettent de chauffer les vêtements avant de les porter, éventuellement par programmation avec une minuterie.
Avec des cintres décalés, alternant accroche normale pour l'un et accroche 20 cm plus bas, on peut loger deux fois plus de costumes ou de robes dans sa penderie. Ces cintres restent difficile à trouver.